# Silene roemeri
Silene roemeri là loài thực vật có hoa thuộc họ Cẩm chướng. Loài này được Friv. miêu tả khoa học đầu tiên năm 1836.